# Amblyseius incvictus
Amblyseius incvictus är en spindeldjursart som beskrevs av Schuster 1966. Amblyseius incvictus ingår i släktet Amblyseius och familjen Phytoseiidae. Inga underarter finns listade i Catalogue of Life.